# Monteripaldi

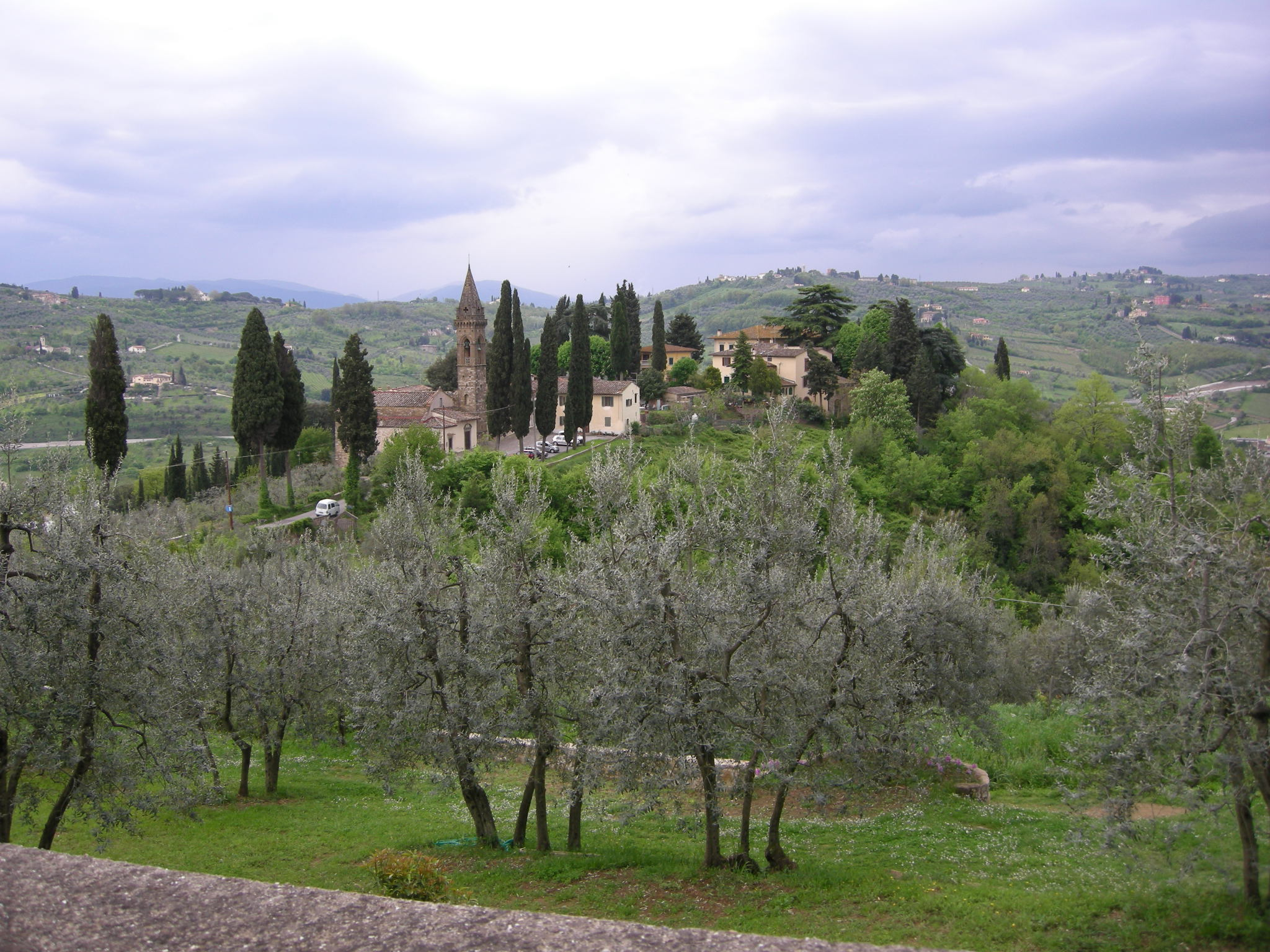
Monteripaldi

Monteripaldi è una località che si trova nell'area meridionale del comune di Firenze, nei pressi di Pian dei Giullari e Cascine del Riccio, sull'omonimo colle che si affaccia sulla valle dell'Ema.
In origine ospitò un castrum a causa della sua posizione, che ne faceva un luogo di guardia ideale. Il nome lo deve al suo signore longobardo, Atripald.
Vi si trova una chiesa dedicata a San Michele, risalente circa all'anno Mille. Essa divenne parrocchia nel 1295 ed ebbe come priore Bongiovanni da Agna.
Nel 1138 c'era già una struttura che ospitava i viaggiatori e vi si stabilì pure un convento femminile, fino al 1303, quando le suore passarono al convento di San Matteo in Arcetri. Fu testimone dell'assedio di Firenze e il 29 settembre del 1529 passò nelle sue vicinanze l'immagine della Madonna dell'Impruneta.
La località fu conosciuta in passato per le cave di pietraforte localizzate nelle sue vicinanze, ormai inattive.